# Dwergkameleon
De dwergkameleon, ook wel Zuid-Afrikaanse kameleon of Kaapse dwergkameleon (Bradypodion pumilum) is een hagedis uit de familie kameleons (Chamaeleonidae).

## Naam en indeling
De soortnaam werd door Gmelin in 1789 als Lacerta pumila gepubliceerd, en de soort is als Chamaeleo pumilus, ook in het geslacht Chamaeleo, en als Microsaura pumila in het geslacht Microsaura ingedeeld geweest. De soortaanduiding pumila betekent vrij vertaald 'dwerg'.

## Uiterlijke kenmerken
Deze soort bereikt een totale lichaamslengte van ongeveer twaalf tot zestien centimeter. Het lichaam is sterk zijdelings afgeplat, heeft een opvallende stekelkam, geen hoorns en een normale oorkwab. Op de rug en staart zijn kegelvormige uitsteeksels aanwezig.
De dwergkameleon kan diverse groen- en bruintinten aannemen maar is meestal te herkennen door een duidelijke bruine tot oranje vlek op de kop en enkele op de rug, en een duidelijk zichtbare witte tot rode flankstreep.

## Levenswijze
Het voedsel bestaat uit insecten, met name vliegen, die met de kleeftong worden gevangen. Deze soort is eierlevendbarend, er worden geen eieren afgezet maar de jongen komen volledig ontwikkeld ter wereld. De dwergkameleon is een boombewonende soort; slechts af en toe wordt de bodem betreedt.

## Verspreiding en habitat
De dwergkameleon komt voor in delen van zuidelijk Afrika en leeft in de landen Mozambique, Namibië en Zuid-Afrika.
De habitat bestaat uit vochtige tropische en subtropische bergbossen, scrubland en ook door de mens aangepaste omgevingen zijn geschikt als leefgebied. De dwergkameleon houdt niet van hitte zoals veel andere hagedissen en houdt zich op in relatief koele omgevingen. Het dier leeft in de leeft in lagere struiken dicht boven de strooisellaag.

## Beschermingsstatus
Door de internationale natuurbeschermingsorganisatie IUCN is de beschermingsstatus 'gevoelig' toegewezen (Near Threatened of NT).
De dwergkameleon komt nog redelijk algemeen voor. De soort is erg moeilijk in gevangenschap in leven te houden. Ook plant de kameleon zich in gevangenschap zelden tot nooit voort.